# 安格里亚鲁斯金大学
安格里亚鲁斯金大学（英語：Anglia Ruskin University），是一所在英格蘭剑桥及切爾姆斯福德設有校舍的公立大學，其原名为安格里亞理工大學（Anglia Polytechnic University），通常被人们简称为ARU，在2005年10月改为现在使用的名字。它是剑桥地区的雅思考试中心。

## 知名校友
- 何君堯[3]（於該校取得學士及博士學位，但其學士學位具爭議性，而博士學位則已被褫奪[4]）

### 褫奪何君堯名譽博士學位
2019年10月，英國上議院議員大衛·阿爾頓去信安格里亞魯斯金大學，声称於該校取得學士及博士學位的香港立法會議員何君堯有多個「不當行為」，包括曾發表有關大屠殺、攻擊同性戀、攻擊女性以及種族主義的言論，促請校方褫奪何君堯的名譽博士學位。到10月29日，校方確認已褫奪何君堯名譽法學博士學位。大學網頁亦已移除其資料。保守黨人權委員會委員裴倫德在何君堯學位被撤銷後數天曾親身飛至香港告知何君堯是他撤銷其學位。